# Pałac w Ocicach
Pałac w Ocicach – wybudowany w XVI wieku i przebudowany w XVIII wieku.

## Położenie
Pałac położony jest we wsi Ocice w Polsce w województwie dolnośląskim, w powiecie bolesławieckim, w gminie Bolesławiec. Początkowo wzniesiony jako renesansowy dwór w XVI w. W latach 1740–1745 został przebudowany w stylu barokowym. W 1822 roku kupił go Gottlieb von Berge-Herrndorf z Żukowic pod Głogowem. W 1832 roku właścicielką jest Charlotte Wilhelmine von Berge-Herrndorf. W 1852 roku majątek wraz z pałacem zostaje sprzedany Friedrichowi Bernhardowi Ludwig von Schweinitz-Crain. W połowie XIX w. należał do Emmy von Mandelsloh. Od 1900 roku własność rodziny von Foersterów. Restaurowany i remontowany w XIX wieku.